# Ciné Pop
Ne doit pas être confondu avec cinépop.
Ciné Pop est une ancienne chaîne de télévision française d'AB Groupe diffusée par satellite, créée en 2007. Sa diffusion cesse le 15 juillet 2008.

## Historique
Pour les chaînes de même segment ayant chez AB Groupe précédé cette chaîne, voir l’article Ciné Comic.
En 2007, 3 ans après l'arrêt de Ciné Comic, AB Groupe décide de retenter l'expérience en créant une chaîne similaire centrée sur le cinéma familial. Initialement nommée Ciné Pop Corn puis Ciné Funilly, elle deviendra finalement Ciné Pop. 
Après à peine 7 mois de diffusion, elle sera brutalement supprimée pour laisser place à de nouvelles chaînes promises par le Groupe.

## Identité visuelle (logo)

Logo de Ciné Pop de 21 août 2006 au 15 juillet 2007

## Programmes
Ciné Pop propose un contenu exclusivement cinématographique plus orienté pour un public familial et les enfants.
Le Lundi est consacré à la Comédie, le Mardi pour les enfants avec Ciné kids, le Mercredi centré sur les Comédies romantiques, le jeudi étant l'aventure, le vendredi l'animation.

## Diffusion
La chaîne est alors diffusée sur le bouquet de télévision par satellite Bis Télévisions d'AB Groupe.